# 목포생활도자박물관
목포생활도자박물관은 전라남도 목포시 갓바위관광특구에 위치한 박물관으로서 2008년 4월 개관했다. 처음에는 한국산업도자전시관으로 개관했으나 2008년 목포생활도자박물관으로 명칭을 변경한 박물관이다.
건립 계획이 1990년도 초부터 있기는 했으나 2000년대에 들어 시의 사업 요구가 거세지면서 목포시의회는 이에 대해 계속적으로 반대 입장을 표명했다. 목포지역 도자기 산업이 갈수록 취약해져 특색있는 볼거리를 상실할 가능성이 큰데다 행남사가 공장을 옮기면서 그 가능성이 더욱 떨어졌기 때문이다.
그러나 시는 국비 반환 명분이 없는 데다 건립장소 변경 시 또다른 어려움에 처할 것을 우려해 남농기념관 뒷편으로 갓바위 일대에 전시관 건립을 추진하게 됐다.
도자기 특화 박물관으로서 세계명품도자기 특별전을 비롯해 세상에서 하나뿐인 도자전 등 특색 있는 기획전시를 추진하고 있으며 현재 갓바위 일대에 들어서면서 전시효과를 함께 누리고 있다.